# Do it + Garden Migros
Do it + Garden Migros war eine Schweizer Fachmarktkette für Baumarkt- und Gartenartikel mit 34 Filialen (Stand 2024). Als rechtlich unselbständiger Geschäftsbereich der Migros wurden die Filialen von den regionalen Migros-Genossenschaften betrieben und seit Anfang 2021 durch die Migros Fachmarkt AG koordiniert. Im Juni 2024 gab die Migros bekannt, Do it + Garden verkaufen zu wollen. Im Februar 2025 informierte der Migros-Genossenschafts-Bund, dass kein Käufer gefunden werden konnte und die Filialen bis spätestens Ende Juni 2025 geschlossen werden.

## Übersicht
Neben Produkten zum Gärtnern und Heimwerken bot Do it + Garden Migros auch Bastelartikel, Gartenmöbel, Grillgeräte, Wohnaccessoires und Artikel für die Auto- und Motorradpflege an. Im Jahr 2019 erwirtschaftete Do it + Garden Migros einen Nettoumsatz von rund 302 Millionen Franken.
Segmentsgeschäftszahlen wurden mittlerweile nicht mehr ausgewiesen, die kombinierte Fachmarktsparte (Melectronics, Do it + Garden, Micasa, SportX und OBI) erwirtschaftete 2021 einen Umsatz von 1,73 Milliarden Franken. 2022 ging der Gesamtumsatz der Fachmarktsparte um 6.7 % auf 1,6 Milliarden Franken zurück und 2023 um 7,7 % auf 1,5 Milliarden Franken. Der Umsatz von Do it + Garden Migros betrug 2023 anscheinend 263 Millionen Franken.

## Geschichte
Mitte August 1959 eröffnete der Migros-Gründer Gottlieb Duttweiler in Zürich Albisrieden an der Kreuzung Flurstrasse/Rautistrasse den ersten Baumarkt der Schweiz, dannzumal noch unter dem Namen Do it yourself. Nach dem amerikanischen Vorbild der «Do-it-yourself-Bewegung» wollte Duttweiler den Menschen «vermehrte Möglichkeiten für eine positive Gestaltung der Freizeit» bieten. Neben einem «Bastlerladen» bot Migros Kurse in Schreinern, Malen, Tapezieren, Maurern und im Bau von Segelbooten in seinen Räumen an. Besonders beliebt wurden Kurse rund ums Auto. Auch eine kleine Garage mit Selbstwaschanlage und eine Tankstelle besass der erste Standort, an dem eine Migrol-Tankstelle verblieben ist. Besonders Rentner bildeten die Stammkundschaft.
Die Fachmärkte wurden von der Anfang 2020 gegründeten und seit 2021 operativen Migros Fachmarkt AG koordiniert, wie auch die im Franchising-System betriebenen Obi-Baumärkte in der Schweiz sowie Micasa, Melectronics und SportX. Rechtlich gehörten die Märkte aber weiter den einzelnen Migros-Regionalgenossenschaften.
Im April 2024 hat die Genossenschaft Migros Aare angekündigt, mindestens zwei Do-it-Garden-Filialen noch im laufenden Jahr zu schliessen.
Im Juni 2024 gab die Migros bekannt, Do it + Garden verkaufen zu wollen. Gemäss lebensmittelzeitung.net haben die Baumärkte Obi und Bauhaus, sowie die Drogeriekette Rossmann und der Discounter Action Interesse an den Standorten gezeigt. Im Februar 2025 informierte der Migros-Genossenschafts-Bund, dass kein Käufer gefunden werden konnte und die Filialen bis spätestens Ende Juni 2025 geschlossen werden. Einzig die Filialen in Carouge und Nyon werden an Obi übergehen und für vereinzelte Standorte laufen dezentral weiterhin Verhandlungen mit potenziellen Interessenten. So vermietet z. B. die Genossenschaft Migros Aare den Standort im Berner Wankdorf an die Landi Bolligen, die dort am 24. Juli 2025 einen Landi-Laden eröffnen wird. Auch der Standort im Wynecenter in Buchs AG wurde von Landi übernommen. Die Standorte in Losone und Pfungen werden von Bauhaus übernommen. Eine von drei Filialen der Genossenschaft Migros Zürich wird nach der Schliessung am 28. Juni 2025 vom Baumarkt Jumbo übernommen. Die Verkaufsfläche einer Filiale der Genossenschaft Migros Ostschweiz geht an Bauhaus.